# Октябрьский бульвар (Пушкин)
Октя́брьский бульвар — бульвар в городе Пушкине Пушкинского района Санкт-Петербурга. Проходит от Петербургского шоссе и Дворцовой улицы до Софийского бульвара. Далее продолжается Жуковско-Волынской улицей.

## История
С первой четверти XIX века нечётная сторона нынешнего бульвара носила название Бульва́рная улица. Центральная часть именовалась Верхним бульваром (он располагается на возвышенности относительно Екатерининского дворца; Нижним бульваром была часть Софийского бульвара).
Не позднее 1839 года часть чётной стороны от Конюшенной улицы до Софийского бульвара стала Бульварным переулком № 2 (Бульварным переулком № 1 была часть Софийского бульвара).
В конце XIX века Верхний бульвар стал Ку́зьминским бульваром — по деревне Большое Кузьмино, у которой он начинался.
4 сентября 1919 года Бульварную улицу, Кузьминский бульвар и Бульварный переулок № 2 объединили под названием Петербу́ргский бульвар. Этот топоним объясняется тем, что бульвар связывал железнодорожный вокзал и Петербургское шоссе.
23 апреля 1923 года Петербургский бульвар стал Октябрьским — в честь Октябрьской революции.

## Застройка
- № 1/5 — жилой дом (1956[2])
- № 3 — жилой дом (1961[2])
- № 5 — жилой дом (1980[2])
- № 7/29 — жилой дом (1979[2])
- № 8, корпус 1 — жилой дом (1999[2])
- № 8, корпус 2 — жилой дом (2002[2])
- № 10, корпус 1 — жилой дом (2000[2])
- № 10, корпус 2 — жилой дом (1998[2])
- № 14/33 — Царскосельская община Красного Креста, амбулатория (1907—1908, арх. С. А. Данини, выявленный объект культурного наследия)
- № 16 — Демидово-Шелковская богадельня (1902—1904, арх. С. А. Данини; выявленный объект культурного наследия[3])
- № 17 — жилой дом (1885; выявленный объект культурного наследия[3])
- № 18/40 — Мужское городское училище (1910—1911, арх. Л. П. Шишко; выявленный объект культурного наследия[3])
- № 19 — жилой дом (1900-е; выявленный объект культурного наследия[3])
- № 20/49 — здание Алексеевского приюта (1905, техн. А. В. Друкер; выявленный объект культурного наследия[3])
- № 22а — жилой дом (1959[2])
- № 24 — администрация Пушкинского района
- № 35 — жилой дом (1957[2])
- № 40 — жилой флигель усадьбы В. В. Кокорева (1840-е, арх. В. В. Кокорев; выявленный объект культурного наследия[3])
- № 41 — жилой дом (1982[2])
- № 42 — главный дом усадьбы В. В. Кокорева (1840-е, арх. В. В. Кокорев; выявленный объект культурного наследия[3])
- № 43 — жилой дом (1823[2])
- № 44 — жилой флигель усадьбы В. В. Кокорева (1840-е, арх. В. В. Кокорев; выявленный объект культурного наследия[3])
- № 48 — жилой дом (1960[2])
- № 49 — жилой дом (1956[2])
- № 53/28 — дом В. И. Горностаевой-Монигетти (1860-е, арх. И. А. Монигетти; объект культурного наследия регионального значения[4]). В 2015 году начался ремонт здания[5].

## Перекрёстки
- Петербургское шоссе / Садовая улица
- Школьная улица
- Церковная улица
- Леонтьевская улица
- Оранжерейная улица
- Конюшенная улица
- Широкая улица
- Госпитальная улица
- Софийский бульвар / Жуковско-Волынская улица